# Synegia erythra
Synegia erythra là một loài bướm đêm trong họ Geometridae.